# Anthony Corleone
Anthony Vito "Tony" Corleone (1952) is een personage uit de Amerikaanse speelfilm The Godfather. Hij is de enige zoon van Michael Corleone. Anthony, die zijn vader in de georganiseerde misdaad had moeten opvolgen, weigerde dit en zocht een baan als zanger.
In de eerste film van The Godfather reeks wordt de zeer jonge Anthony door Anthony Gounaris gespeeld, in de tweede door James Gounaris en in de derde film door zanger Franc D'Ambrosio.